# Zeitschrift für Kristallographie – New Crystal Structures
Die Zeitschrift für Kristallographie – New Crystal Structures (abgekürzt: Z. Kristallogr. N. Cryst. Struct.) ist eine kristallographische Fachzeitschrift, deren Inhalte als open-access-Zeitschrift im Volltext frei verfügbar sind.
Die Zeitschrift für Kristallographie – New Crystal Structures entstand 1997 bei der Aufspaltung der Zeitschrift für Kristallographie neben der Zeitschrift für Kristallographie – Crystalline Materials. Die Nummerierung der Bände wurde von der Vorgängerzeitschrift weitergeführt, die Ausgabe von 1997 trägt daher die Bandnummer 212. Aktuell erscheinen sechs Hefte pro Jahr. 
Diese spezialisierte Zeitschrift veröffentlicht Neubestimmungen und Revisionen bereits publizierter Kristallstrukturen aus allen Bereichen der Chemie und der Materialwissenschaften. Jeder Artikel umfasst wenigstens eine Strukturabbildung, eine Information zur Herkunft des Materials bzw. der Substanz sowie wichtige kristallographische Informationen.
Mitherausgeber (Editor) ist Guido J. Reiss, Chefredakteur (Editor-in-Chief) Hubert Huppertz.
Im Jahr 2021 lag der CiteScore der Zeitschrift nach Eigenangaben bei 0,5.